# 7736 Nizhnij Novgorod
A 7736 Nizhnij Novgorod (ideiglenes jelöléssel 1981 RC5) a Naprendszer kisbolygóövében található aszteroida. Ljudmila Vasziljevna Zsuravljova fedezte fel 1981. szeptember 8-án.